# Lilaea scilloides
Lilaea scilloides é uma espécie de planta com flor pertencente à família Lilaeaceae. 
A autoridade científica da espécie é (Poir.) Hauman, tendo sido publicada em Publicaciones, Instituto de Investigaciones Sobre Recursos Bióticos 10: 26. 1925.

## Portugal
Trata-se de uma espécie presente no território português, nomeadamente em Portugal Continental.
Em termos de naturalidade é introduzida na região atrás indicada.

## Protecção
Não se encontra protegida por legislação portuguesa ou da Comunidade Europeia.